# Savoryella longispora
Savoryella longispora är en svampart som beskrevs av E.B.G. Jones & K.D. Hyde 1992. Savoryella longispora ingår i släktet Savoryella, klassen Sordariomycetes, divisionen sporsäcksvampar och riket svampar.   Inga underarter finns listade i Catalogue of Life.